# Anopheles geometricus
Anopheles geometricus este o specie de țânțari din genul Anopheles, descrisă de Correa în anul 1944. Conform Catalogue of Life specia Anopheles geometricus nu are subspecii cunoscute.